# 1334
1334 (MCCCXXXIV) je bilo navadno leto, ki se je po julijanskem koledarju začelo na soboto.

## Dogodki

### Druga vojna za škotsko neodvisnost
- februar - Škotski protikralj Edvard Balliol izrazi zvestobo angleškemu kralju Edvardu III.. Za plačilo pomoči preda angleški kroni obmejno mesto Berwick-upon-Tweed.
- 14. maj - Škotski kralj David II. se po mesecih skrivanja odpravi v izgnanstvo. Tega dne pripluje v francoski Boulogne, kjer ga sprejme francoski kralj Filip VI.. Za rezidenco mu ponudi slovito anglo-normansko utrdbo Gaillard.
- julij - Škotski protikralj Edvard Balliol ne preneha z radodarnostjo do angleškega kralja Edvarda III. in mu podari nekaj ključnih škotskih utrdb, mdr. tudi Edinburgh. Edvard III. ne odpravi škotskih zakonov, zamenja zgolj osebje. Slednja poteza pa odtuji Balliolove zaveznike, ki so od zmage nad de Brusi pričakovali bistveno več. Nesoglasja med zmagovalci izkoristijo ostanki lojalistov zvestih klanu de Brus in izgnanemu škotskemu kralju Davidu II., ki ponovno preženejo Edvarda Balliola s Škotske. 1335 ↔

### Ostalo
- 17. januar - Umrlega 4. grofa Richmonda Ivana Bretonskega[1] nasledi njegov nečak in bretonski vojvoda Ivan III. kot 5. grof Richmond.
- 19. julij - Firence: položen je temeljni kamen za začetek gradnje zvonika Campanile ob stolnici Santa Maria del Fiore. Arhitekturni načrt zvonika prispeva med someščani najbolj cenjen arhitekt Giotto, ki hkrati tudi nadzira gradnjo.
- 23. november - Močan orkan, ki prihrumi s Severnega morja, opustoši Flandrijo in Brabant.
- 4. december - Umrlega papeža Janeza XXII. nasledi Benedikt XII.[2], 197. papež po seznamu in 3. avignonski papež.
- 14. december - Po smrti vojvode Spodnje Bavarske Otona IV. Wittelsbaškega nadaljuje z vladanjem brat in sovladar Henrik XIV. 1339 ↔
- [3]Francoski kralj Filip VI. preganja svojega bivšega zaupnika Roberta III. Artoiškega, ki se mu je izneveril. Ko ga prežene še iz Brabanta, se Robert Artoiški zateče v Anglijo, kjer mu azil ponudi angleški kralj Edvard III.. Robert Artoiški v tem in v naslednjih letih kralja Edvarda III. založi z obilo informacij o Franciji in francoski bojni pripravljenosti. Začetek stoletne vojne → 1337
- Danski diktator, holsteinski grof Gerhard III. premaga danskega kronskega dediča Otona Estonskega in ga zapre v ujetništvo. Njegovo odstotnost iz Estonije izkoristi viteški red križnikov, ki se preko Livonije[4] utrdi še v Estoniji. 1340 ↔
- Bejlik Ajdin, Mala Azija: začetek vladavine Umur Bega v tej turkmenski kraljevini ob Egejskem morju. 1343 ↔
- Čagatajski kanat: ker si je drznil odpraviti zakonik Jasa, muslimanskega kana Tarmaširina odstavi z oblasti mongolsko šamanistično-budistično plemstvo. Za čagatajskega kana je na novem kurultaju izvoljen njegov nečak Buzan, ki je sicer tudi musliman, ne drzne pa si odpraviti Jase. 1335 ↔
- Lakoti na Kitajskem (1333-37) se pridruži prvi večji izbruh Črne smrti v provinci Hubei. 1347 ↔
- Francoski učenjak Jean Buridan se povzpne na goro Ventoux (1.912 m)[5] v bližini Avignona v predgorovju Francoskih Alp. Njegov namen je znanstven, saj želi opraviti nekatera meteorološka opazovanja. 1336 ↔
- Bizantinski menih Matej Blastar začne s pisanjem zbornika bizantinsko/rimsko pravnega in kanonskega dela Sintagma (Syntagma Canonum).

## Rojstva
- 4. januar - Amadej VI., savojski grof(† 1383)
- 13. januar - Henrik II., kastiljski kralj († 1379)
- 25. maj - cesar Suko, japonski proticesar († 1398)
- 30. avgust - Peter Kruti, kastiljski kralj († 1369)
- Al-Ašraf Ala ad-Din Kudžuk, mameluški egiptovski sultan († 1345)
- An-Nasir al-Hasan, mameluški egiptovski sultan († 1361)
- Hajam Vuruk, javanski kralj, vladar Madžapahitskega cesarstva († 1389)
- Jakob I., ciprski kralj († 1398)
- Ludovico II. Gonzaga, italijanski plemič, vladar Mantove († 1382)
- María de Padilla, kastiljska plemkinja, ljubica kralja Petra († 1361)

## Smrti
- 17. januar - Ivan Bretonski, angleški plemič, 4. grof Richmond (* 1266)
- 10. september - Durand iz St. Pourçaina, francoski teolog in filozof  (* 1275)
- 4. december - papež Janez XXII. (* 1249)
- 14. december - Oton IV., vojvoda Spodnje Bavarske (* 1307)
- Janez Aragonski, kronski princ, hospitalec (* 1296)
- Sefi ad-Din, perzijski šiitski ustanovitelj dinastije Safavidov